# Кэботи, Фред

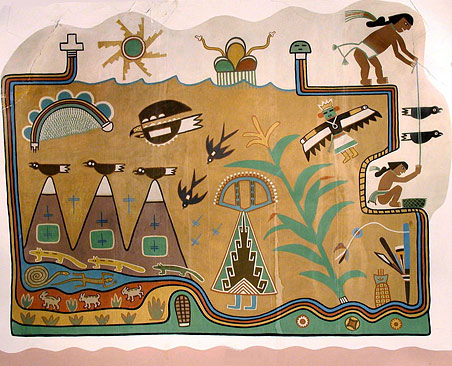
Настенная роспись Ф. Кэботи, Пэйнтид-Дезерт-Инн, около 1947

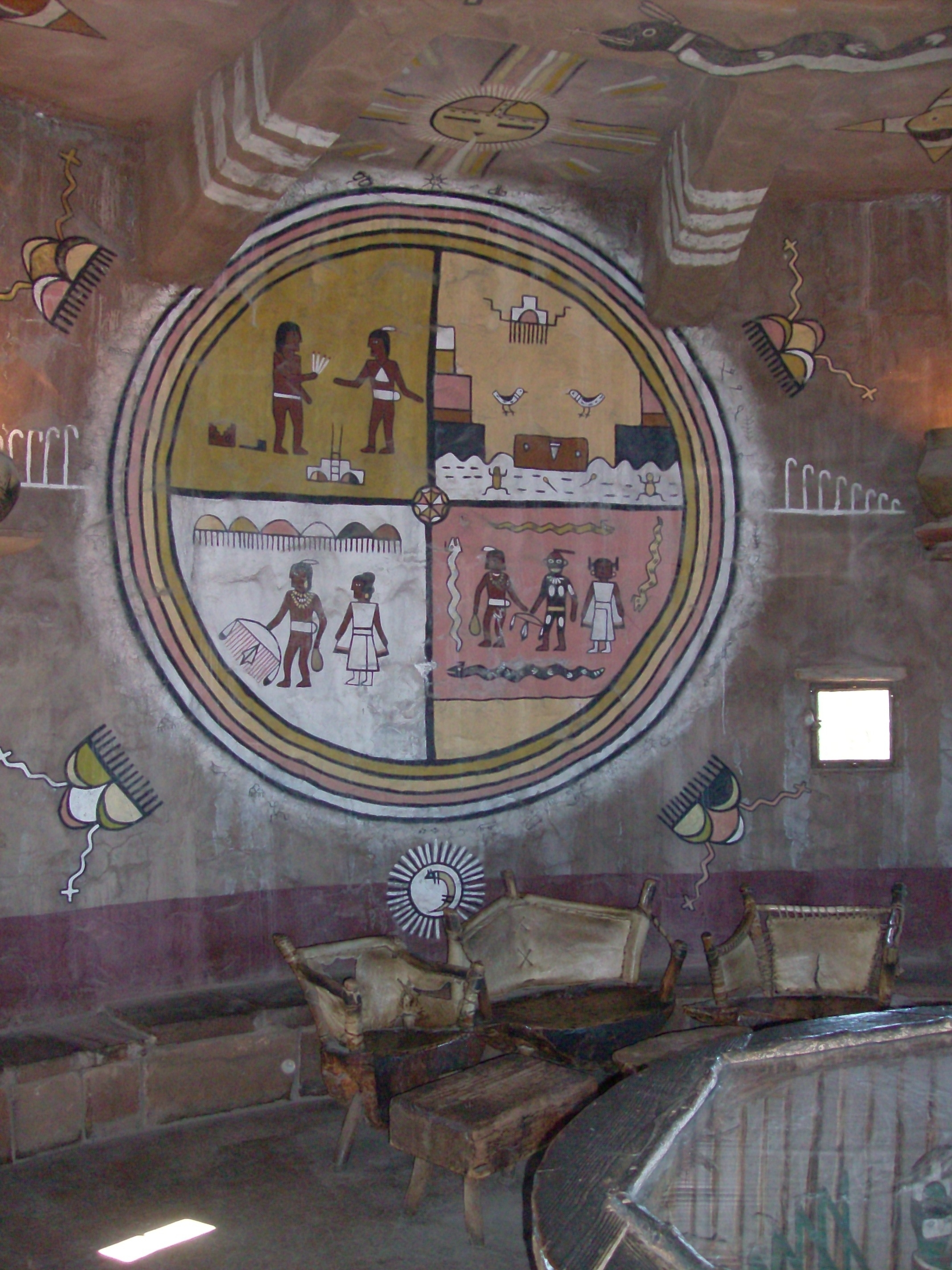
Настенная роспись Ф. Кэботи в Наблюдательной башне Дезерт-Вью

Фред Кэботи (англ. Fred Kabotie; ок. 1900, Шонгопови, Вторая Меса, Аризона — 1986) — художник из племени хопи, настоящая фамилия Накайома, Nakayoma из Клана Синей Птицы. Обучался в Индейской школе Санта-Фе, где учился рисовать.

## Биография
В 1920 году поступил в профессиональное училище Санта-Фе, где началось его тесное сотрудничество с Эдгаром Ли Хьюиттом, местным археологом, раскапывавшим такие памятники, как Джемес Спрингс (Нью-Мексико) и Гран-Кивира. Кэботи жил тем, что продавал свои произведения.
В 1926 году Кэботи переехал в Гранд-Каньон в штате Аризона, где работал гидом в компании «Fred Harvey Company». После многочисленных путешествий, сменив множество работ, он в 1932 г. был принят на работу архитектором Мэри Колтер, чтобы расписать стены её новой Наблюдательной башни Дезерт-Вью. В 1930-х гг. его нанял Музей Пибоди для реставрации доисторических настенных росписей в Аватови.. В конце 1940-х годов Кэботи создал настенную роспись в Пэйнтид-Дезерт-Инн.
После этого Кэботи сделал карьеру как художник, иллюстратор, преподаватель и писатель книг о жизни индейцев племени хопи. Также занимался традиционным для племени хопи ремеслом — изготовлением серебряных ювелирных изделий. Во второй половине жизни жил во Второй Месе. Сыграл важную роль в основании Культурного центра племени хопи и был его первым президентом.
Сын Фреда — Майкл Кэботи (род. 1942) — также известный художник.